# Carl Gottfried Haubold

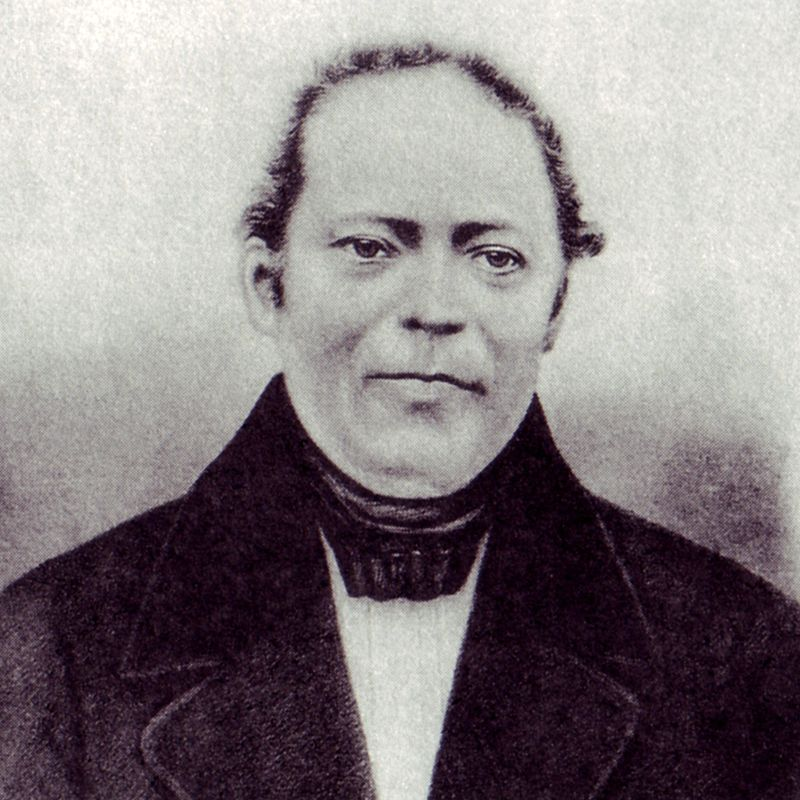
Carl Gottfried Haubold

Carl Gottfried Haubold (* 9. Januar 1792 in Obergarnsdorf; † 16. Oktober 1862 in Chemnitz) war ein deutscher Maschinenbaumechaniker und Unternehmer.

## Leben
Seine Eltern waren der Zimmermann Johann Gottlieb Haubold (* 14. September 1756, † 6. Mai 1839, beides in Obergarnsdorf) und Eva Rosina geb. Schellenberger (* 12. Dezember 1764 in Oberauerswalde, † 5. Februar 1853 in Obergarnsdorf). Diese hatten am 31. Juli 1791 in Auerswalde geheiratet und hatten noch drei weitere Kinder (alle in Obergarnsdorf geboren): Johanna Christiana (* 10. Dezember 1794), Johanna Dorothea (* 15. März 1802) und Johanna Rosina (* 13. Oktober 1803).
Carl Gottfried Haubold erlernte den Beruf des Eisen- und Messingdrehers und arbeitete zunächst in der Fabrik seines älteren Vetters Carl Gottlieb Haubold, wo er nach und nach auch Leitungsaufgaben übernahm.
Am 25. Mai 1812 heiratete er Friederika Wilhemina, Tochter des Kattundruckers Johann Friedrich Lehmann. Sie hatten drei Söhne: Friedrich Hermann (* 22. Mai 1818, † 23. Mai 1893, späterer Leiter der C. G. Haubold jr. bis 1877), Friedrich Eduard und Ferdinand Gottlieb.
Als sein Vetter die Leitung der Sächsischen Maschinenbau-Companie niederlegte und in der späteren Hartmannstraße eine Kammgarnspinnerei errichtete, gründete er im Hintergebäude dieser Spinnerei mit Unterstützung seines Vetters am 8. Oktober 1837 am Nordrand des Kaßbergs (heute Ecke Hartmannstraße/Reichsstraße) seine eigene Firma, die er zur Unterscheidung vom älteren und bekannteren Vetter C. G. Haubold jr. nannte. Später kam es immer wieder zu Schwierigkeiten beim Erwerb von Patenten. Von 1848 bis 1853 besaß er das Privileg auf die ausschließliche Fertigung und Anwendung sogenannter Stachelwalzen für Spinnereien.
Unter seinen Nachfolgern entwickelte sich das Unternehmen (ab 1918 C. G. Haubold AG) zu einem führenden Hersteller von Textilveredelungsmaschinen, Papierverarbeitungsmaschinen (Kalander), Zentrifugen, Kältemaschinen und Werkzeugmaschinen. Nach dem Zweiten Weltkrieg wurde das Unternehmen enteignet und arbeitete in der DDR unter dem Namen VEB Erste Maschinenfabrik Karl-Marx-Stadt (ERMAFA) weiter. Das einstige Firmengelände in Chemnitz dient heute unter dem Namen ERMAFA-Passage als Einkaufszentrum.

## Grabmal
Carl Gottfried Haubold wurde auf dem Johannisfriedhof in Chemnitz beerdigt.
Am 9. Juni 1913 wurden seine sterblichen Überreste in das Familiengrab auf den Städtischen Friedhof (→ Lage) in Chemnitz überführt. Es wird heute noch gepflegt.